# Praça Gomes Freire (Mariana)

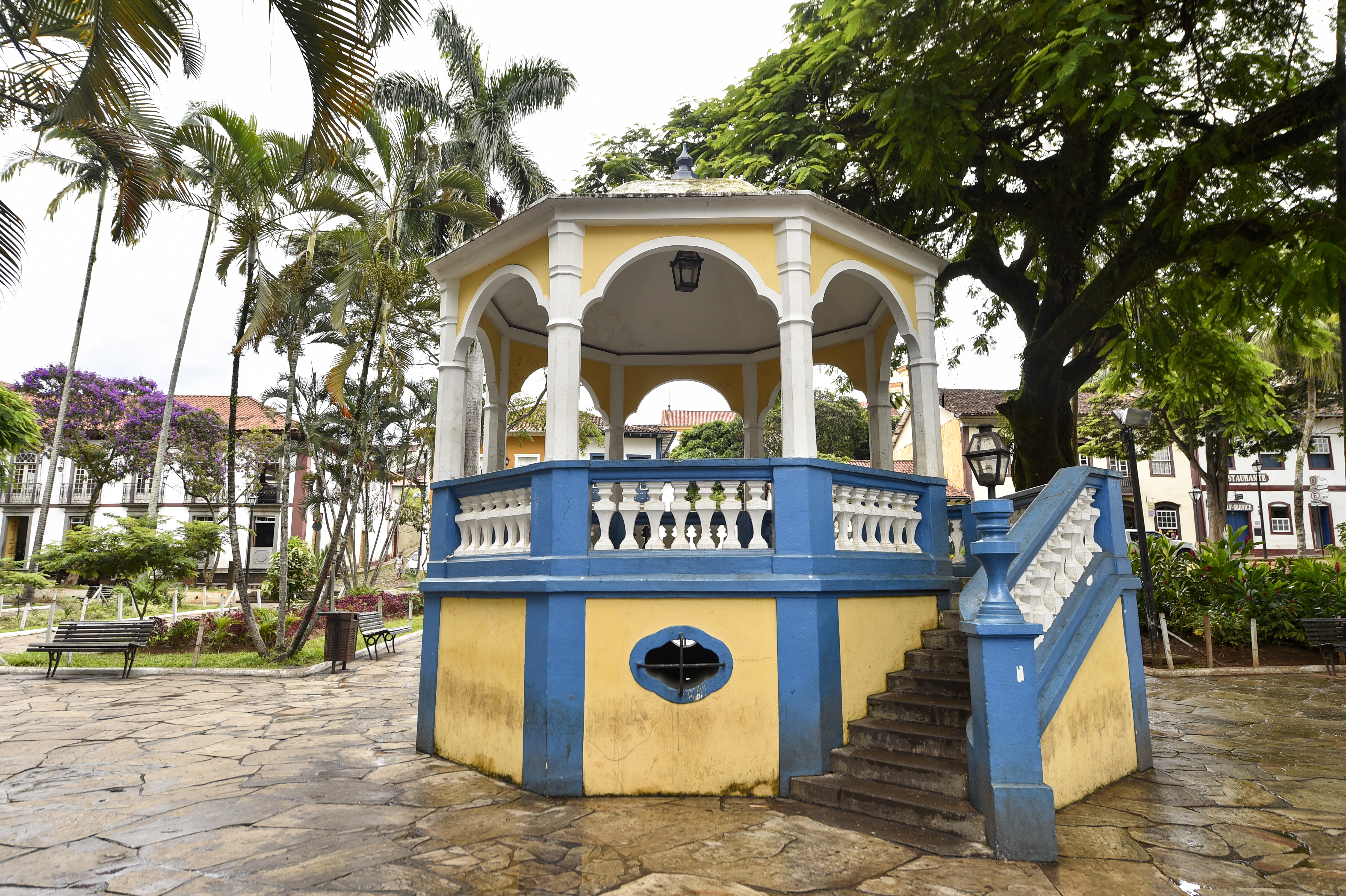
Praça Gomes Freire em 2018

A Praça Gomes Freire, também conhecida como Jardim de Mariana, localiza-se no centro histórico de Mariana, Minas Gerais. A praça possui um coreto, um lago artificial, uma fonte, que remonta ao século XVIII, e é cercada por diversos casarios históricos.
É um ponto de referência para a população e para os turistas que visitam a cidade. É também frequentado pela população universitária dos campus marianenses Instituto de Ciências Humanas e Sociais e Instituto de Ciências Sociais Aplicadas, da Universidade Federal de Ouro Preto. Possui restaurantes, bares, clubes e lanchonetes.
O seu nome é uma homenagem ao médico e político Gomes Henrique Freire de Andrade. Um busto comprova a homenagem.

## História

Busto do Doutor Gomes Henrique Freire de Andrade, na praça Gomes Freire.

Praça Gomes Freire, na década de 1960.

A região da atual Praça Gomes Freire, já teve diversas funções. Anteriormente era utilizada como Quartel dos Dragões do Conde de Assumar. Porteriormente passou a denominar-se Largo da Cavalhada e Largo do Rodio. Era utilizada constantemente para cavalgadas, touradas e festas religiosas. A região era composta por um descampado, com um bebedouro de cavalos, datado de 1747.
A praça foi construida em 1892. O seu traçado é do engenheiro João Baptista Bembi, e naquele contexto recebeu o nome de Praça da Independência. Nesse período, houve o ajardinamento da praça. Entre 1920 e 1930 ocorreram diversas reformas, com a construção do muro e de calçadas rodeando-a, e a construção de um coreto. A praça foi renomeada como Jardim Municipal.
O seu nome atual advêm de 1945, quando Mariana foi tombada como cidade monumento. É uma homenagem ao médico e político Gomes Henrique Freire de Andrade (1865 - 1938), que foi presidente da Câmara de Mariana. Mesmo com reformas sucessivas, e tendo adotado estilos variados recebendo lago, ponte, coreto, jardins e canteiros geométricos, conserva sua forma desde do começo do século XX.

### Descobertas arqueológicas
Entre 2019 e 2022 foram realizadas diversas obras de revitalização da Praça Gomes Freire. Durante essas reformas foram encontrados diversos fragmentos históricos do século XVIII, esses achados vão de louças, vidros, tinteiros, cravos de ferro e moedas, ou seja, objetos cotidianos, até cachimbos de cerâmica, objetos religiosos de matriz africana e búzios, que dizem respeito a heranças africanas importadas com a escravidão.

## Contato e conflito
A praça Gomes Freire é frequentada por diferentes grupos sociais: perifericos e centrais, negros, brancos, artistas de rua, religiosos, hippies, boêmios, vendedores ambulantes, mulheres, crianças e idosos. Justamente por isso é também um lugar de contanto e constante conflito. Essa caracteristica demonstra os diferentes usos do espaço, e reforçam a sua pluralidade. Essa pluralidade, todavia, muitas vezes não é aceita, e parte dos que utilizam o espaço são vistos como desordeiros e invasores.

No artigo "De quem é a praça Gomes Freire", os autores discutem essa questão, afirmando:
"este local específico [praça Gomes Freire] têm potencial para demonstrar que, apesar das pressões por hierarquias, exclusões e higienizações (difundidas em parte pela imprensa marianense), o Jardim ainda se revela como o maior ponto de sociabilidade da cidade de Mariana, mesmo tensionado a todo instante pelos seus diversos frequentadores".